# Paratorchus relictus
Paratorchus relictus – gatunek chrząszczy z rodziny kusakowatych i podrodziny Osoriinae.
Gatunek ten opisany został w 1984 roku przez H. Pauline McColl jako Paratrochus relictus. Jeszcze w tym samym roku ta sama autorka zmieniła nazwę rodzaju na Paratorchus, w związku z wcześniejszym użyciem poprzedniej nazwy dla rodzaju mięczaków.
Chrząszcz o walcowatym ciele długości 3,6 mm, barwy rudobrązowej z żółtawobrązowymi odnóżami i czułkami. Wierzch ciała ma delikatnie punktowany oraz rzadko owłosiony. Długość szczecinek okrywowych jest mniejsza niż odległości między nimi. Owalne oczy buduje pojedyncze, płaskie omatidium. Przedplecze ma 0,54 mm długości i równoległe boki. Nasadowe kąty przedplecza i ramieniowe kąty pokryw są prawie proste. Odwłok ma wyraźnie widoczne linie łączeń między tergitem a sternitem segmentów od trzeciego do siódmego, a dziewiąty tergit niezbyt silnie wydłużony ku tyłowi w dwa krótkie, spiczaste wyrostki tylne. U samca ósmy sternit odwłoka ma płytkie wgłębienie środkowe. Narząd kopulacyjny samca ma krótki, szeroki wyrostek boczny oraz zagiętą część rurkowatą.
Owad endemiczny dla Nowej Zelandii, znany tylko z Mangaweki na Wyspie Północnej.